# تریکی استوارت
کریستوفر آلن «تریکی» استوارت (انگلیسی: Tricky Stewart؛ زادهٔ ۴ ژانویهٔ ۱۹۷۴) تهیه‌کننده موسیقی، مجری ضبط، ترانه‌نویس و ناشر موسیقی اهل ایالات متحده آمریکا است. او از سال ۱۹۹۲ میلادی تاکنون مشغول فعالیت بوده‌است. او در طول حرفه اش موفق به کسب ۵ جایزه گرمی شده‌است و بیش از ۱۰ میلیون از آثارش را در سراسر جهان به فروش رسانده‌است. او برای تهیه بسیاری از تک‌آهنگ‌های هیپ هاپ و آراندبی و پاپ مانند «چتر» (۲۰۰۷) از ریانا، «من در برابر موسیقی» (۲۰۰۳) از بریتنی اسپیرز و «خانم‌های مجرد (یک حلقه رویش بگذار)» (۲۰۰۸) از بیانسه شناخته شده‌است.
در سال ۲۰۱۲، او در فهرست زیر ۴۰ برتر بیلبورد بابت فهرستی از مدیران موسیقی «که با چشم‌انداز هنری و تجاری خود صنعت موسیقی را پیش می‌برند.» قرار گرفت.